# Беккер, Говард
Го́вард Сол Бе́ккер (англ. Howard Saul Becker; 18 апреля 1928[…], Чикаго, Иллинойс — 16 августа 2023, Сан-Франциско, Калифорния) — американский социолог и криминолог, представитель второго поколения Чикагской школы социологии, автор научных работ в области социологии, криминологии, девиантологии, конфликтологии и социологии искусства.

## Биография
Говард Беккер родился в 1928 году в Чикаго. В детстве он начал увлекаться музыкой, научился игре на фортепиано и уже в возрасте 15 лет играл в барах и ночных заведениях. Хотя изначально Говард Беккер был намерен строить профессиональную музыкальную карьеру, он начал заниматься социальной наукой (при этом продолжая играть). Получил социологическое образование в Чикагском университете, хотя до какого-то момента считал социологию хобби и планировал связать жизнь с джазом. Магистерская работа была посвящена профессии музыканта, докторская диссертация — изучению учителей.
Научным руководителем и учителем Беккера в Чикагском университете был Эверетт Хьюз, известный своими работами по социологии профессий. Также в молодости большое влияние на Беккера оказали исследования в духе городской антропологии, в частности, книга «Черный метрополис: исследование жизни негров в северном городе» Клэра Дрейка и Горация Р. Кейтона (1945). Будучи студентом в Чикаго и впоследствии, активно общался и дружил с Эрвином Гоффманом.
Беккер изучал потребление марихуаны в рамках проекта Института исследования несовершеннолетних и Чикагского зонального проекта в 1951—1953 годах. Затем он провёл три года в Иллинойсском университете, где работал над исследованиями профессий; после чего участвовал в проекте по изучению Медицинской школы Канзасского университета. В 1962—1965 годах работал в Стэнфордском университете, в Институте изучения человеческих проблем. За свою карьеру Беккер занимал преподавательские должности в Чикагском университете, Северо-Западном университете, Вашингтонском университете, а также был приглашенным лектором в ряде европейских университетов.
Беккер неоднократно получал награды за вклад в социологическую науку, исследования в области социальной психологии и символического интеракционизма и является обладателем нескольких почётных званий.
В 1999 году Говард Беккер вышел на пенсию. Жил в Сан-Франциско.
Умер 16 августа 2023 года в Сан-Франциско в возрасте 95 лет.

## Социология Беккера
Говард Беккер наиболее известен работами по социологии девиантного поведения. В своей популярной книге «Аутсайдеры» (1963) он развивает теорию стигматизации (наклеивания ярлыков) Ф. Танненбаума и Э. Лемерта и показывает, что отклоняющееся поведение является не производной от личностных качеств и поступков субъекта, а результатом социального процесса. Девиация — это то, как другие определяют то или иное поведение. Этот тезис Г. Беккер разворачивает на примере своих социологических исследований потребителей марихуаны и джазовых музыкантов, а также анализа истории социальных движений и кампаний по ограничению потребления марихуаны. В случае курильщиков марихуаны Беккер подробно исследует историю принятия Закона о налоге на марихуану 1937 года и проводит социологический анализ публичной деятельности Гэри Энслингера.

Социолог и один из первых переводчиков работ Говарда Беккера на русский язык Искандер Ясавеев пишет в «Новой газете» в связи с выходом книги «Аутсайдеры» на русском языке:
В «Аутсайдерах» Беккер сформулировал теорию наклеивания ярлыков, согласно которой отклонения (девиантность) — это не черта человеческих действий, а следствие их определения как отклоняющихся. Одна из ключевых идей Беккера — усиление отклонений в результате наклеивания ярлыка: «Отношение к девиантам лишает их возможности использовать обычные средства ведения повседневной жизни, доступные большинству людей. В результате девиант вынужден прибегать к нелегитимным практикам». Эта теория объясняет положение людей, оказавшихся в роли девиантов (аутсайдеров): недавно освободившихся заключенных, потребителей наркотиков, секс-работниц, «трудных подростков».
Другая область, в которую Беккер внес значительный вклад, — социология искусства. В 1982 году выходит книга «Миры искусства», где он рассматривает искусство как профессию и коллективное действие и показывает, как происходит определение, что является искусством, а что нет.
Г. Беккер также являлся автором работ по методологии исследований в области социальных наук и академическому письму.

## Книги
- Boys in White: Student Culture in Medical School (1961; в соавторстве с Бланш Гир, Эвереттом Хьюзом и Ансельмом Страуссом)
- The Other Side: Perspectives on Deviance (1964, редактор)
- Making the Grade: The Academic Side of College Life (1968, переизд. 1995; в соавторстве с Бланш Гир и Эвереттом Хьюзом)
- Sociological Work: Method and Substance (1970)
- Outsiders: Studies in the Sociology of Deviance (1963, переизд. 1973)
- Art Worlds (1982)
  - Глава «Искусство и государство» / Текст перевела Анастасия Хаустова. Spectate
- Writing for Social Scientists (1986, переизд. 2007)
- Doing Things Together: Selected Papers (1986)
- Tricks of the Trade: How to Think about Your Research While You’re Doing It (1998)
- Telling About Society (2007)
- Do You Know . . . ? The Jazz Repertoire in Action (2009; в соавторстве с Робертом Фолкнером)
- Thinking Together: An E-mail Exchange and All That Jazz (2013; в соавторстве с Робертом Фолкнером)
- What About Mozart? What About Murder? (2015)
- Evidence (2016)

## Публикации на русском языке
- Беккер, Г. Аутсайдеры : Исследования по социологии девиантности = Howard S. Bekker. Outsiders: Studies in the Sociology of Deviance. New Yourk: Free Press, 1991 / Говард Беккер ; пер. с англ. Наиля Фархатдинова; под общ. ред. Андрея Корбута. — М. : Элементарные формы, 2018. — 272 с. — ББК 60.54. — УДК 316.624(G). — ISBN 978-5-9500244-2-9.